# Carlos Estefan
Carlos Estefan Gonçalves (São Paulo, 24 de Novembro de 1984) é um publicitário, designer gráfico e roteirista de histórias em quadrinhos brasileiro.

## Biografia
Carlos Estefan é paulistano e formado em publicidade. Trabalhou como designer e diretor de arte em agências do interior e da capital.
Em 2005 foi indicado ao prêmio "melhor blog/fotolog" do site "Trama Universitário!" pelas tirinhas "Dizzy!", publicada junto ao portal "Itu.com.br".
Em 2012, foi responsável pelas artes e comunicação do departamento de teatro da Mauricio de Sousa Produções. No final do mesmo ano, deu início à carreira de roteirista de quadrinhos. Criou com Mauro Souza a webcomic Jones, Inc. Foram lançados três álbuns e um jogo desenvolvidos com os personagens.
Em 2015 participou da Exposição "A Nova HQ Independente", com a obra "Ópera Jones".
A partir de julho de 2016, se tornou roteirista regular da Turma da Mônica, escrevendo para os personagens até 2023. Dentro do estúdio, seus trabalhos mais notórios incluem duas histórias do crossover entre a Turma da Mônica e os heróis da editora americana DC Comics 
Nos anos de 2017, 2018 e 2019, lançou respectivamente os álbuns de faroeste Gatilho, Legado e Redenção ilustrados pelo veterano Pedro Mauro. Os três álbuns foram compliados pela editora Pipoca & Nanquim em 2021 com o nome de Trilogia Gatilho. A edição definitiva reúne os três volumes originais, desta vez coloridos pelo próprio Carlos Estefan, uma história inédita em preto e branco e prefácio exclusivo do quadrinhista italiano Gianfranco Manfredi, parceiro de Pedro Mauro em outros projetos na Sergio Bonelli Editore. A Trilogia Gatilho foi publicada na Bélgica pela editora "BD Must", em 2021, e foi descrita pelo site brasileiro Hypeness como "um fenômeno dos quadrinhos nacionais".
Em 2021, Estefan representou o Brasil no álbum Batman: O Mundo, publicado pela Panini Comics. Esta coletânea, de lançamento mundial simultâneo, apresenta aventuras do Homem-Morcego transcorridas no passado e no presente, e ambientadas em 14 países diferentes, incluindo uma trama que tem como cenário a cidade de São Paulo. Cada HQ foi escrita e desenhada por autores nativos dos países onde as ações se desenvolvem. Os desenhos da história foram feitos por Pedro Mauro e as cores por Fabi Marques.
Também em 2021, o Estefan foi indicado na categoria "Melhor Lançamento Independente 2019" do 36º Prêmio Angelo Agostini pela obra "Redenção", em coautoria com Pedro Mauro.
Sua graphic novel mais recente é Heart-Shaped Ambition, desenhada por Pedro Mauro. A história se passa dentro do universo de The Few and Cursed, criado por Felipe Cagno.[carece de fontes?]

## Prêmios e Indicações
- Indicado ao Troféu HQ Mix em 2013 pela websérie de quadrinhos "Jones, Inc.".[22][23][24][25]
- Venceu no edital do Programa de Ação Cultural (Proac), de 2013, para continunação de "Jones, Inc.".[7][26]
- Indicado ao 36º Prêmio Angelo Agostini pela obra "Redenção".[21][27]